# なごや特割30

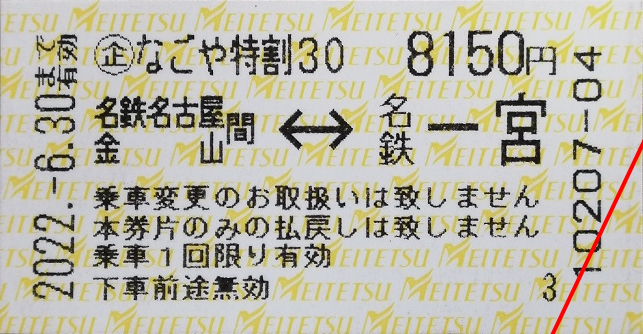
なごや特割30の切符

なごや特割30（なごやとくわり30）は、名古屋鉄道（名鉄）が発売している乗車券（回数乗車券の一種）である。8つの区間で設定されている。
2024年3月15日を持って販売を終了した。後継として名古屋・金山特別きっぷが発売された。

## 概要
設定駅と名鉄名古屋駅・金山駅の片道乗車券を30枚セットにしたもの。設定駅は、JR東海と競合している豊橋駅、東岡崎駅、新安城駅、名鉄一宮駅、新木曽川駅、名鉄岐阜駅、知多半田駅～青山駅、知多武豊駅である。
豊橋駅には別になごや特割2の設定もあるが、1枚当たりの金額は「なごや特割2平日」と同じである。

## 切符の効力
回数券タイプなので、それぞれ別の日に使ったり、複数人で同時に使用することが可能。
ミューチケットを別途購入することで特別車にも乗車可能。
有効期間は、発売期間が10月1日から3月31日の場合、6月30日まで、発売期間が4月1日から9月30日の場合は12月31日である。
下車前途無効。
券面区間以外を利用する場合、別途運賃が必要となる。

## 購入箇所
- 名鉄名古屋駅、金山駅、豊橋駅 、東岡崎駅、新安城駅、名鉄一宮駅、新木曽川駅、名鉄岐阜駅、知多半田駅、青山駅など。知多武豊駅は、2023年9月30日に駅員無配置駅になり、なごや特割30の発売を終了した。
- 名鉄名古屋駅サービスセンター